# Dolichognatha

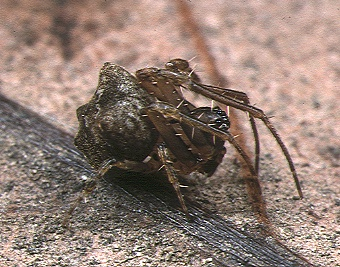
Samica D. umbrophila

Dolichognatha – rodzaj pająków z rodziny kwadratnikowatych i podrodziny czaikowatych.

## Morfologia
Pająki te mają dość prostokątną część głowową karapaksu, co odróżnia je od pokrewnych rodzajów Meta i Metellina. Oczy pary przednio-środkowej są wyraźne, umieszczone na wzgórku i mają średnicę większą od wysokości nadustka. Oczy pary tylno-środkowej są położone blisko siebie, stykające się lub całkiem zanikłe. Długie szczękoczułki niekiedy osiągają długość zbliżoną do całego karapaksu. Opistosoma (odwłok) jest szersza niż dłuższa i zazwyczaj zaopatrzona w guzki.
Nogogłaszczki samców są mniejsze niż w przypadku rodzaju Zhinu i cechuje je brak dużych szczecin (makrochet) na rzepce. Ich cymbium zaopatrzone jest w płaski wyrostek zewnętrzno-nasadowy (processus cymbialis ectobasalis), natomiast pozbawione jest wyrostka zewnętrzno-środkowego (processus cymbialis ectomedialis) i wykrojenia. W przeciwieństwie do rodzaju Zhinu cymbium jest więc kompletne. Embolus wyposażony jest w pojedynczą apofizę MEA (ang. metaine embolic apophysis) o stosunkowo prostej budowie i słabej sklerotyzacji. Samice mają słabo zesklerotyzowaną płytkę płciową, trochę nabrzmiałą w widoku bocznym, mniej płaską niż u Metellina. Podobnie jak w rodzaju Zhinu, szerokie otwory kopulacyjne zwrócone są dobrzusznie i otoczone szczecinkami, jednak są one, podobnie jak przegroda, silniej zaznaczone i lepiej widoczne niż u Zhinu.

## Biologia i występowanie
Pająki te budują pionowe lub prawie pionowe sieci kolistego kształtu z otwartymi pępkami.
Przedstawiciele rodzaju zamieszkują krainy: neotropikalną, nearktyczną, etiopską, orientalną i australijską z Oceanią włącznie. W Eurazji znani są tylko z Indii, Sri Lanki, Mjanmy, Tajlandii, Tajwanu, Okinawy i Indonezji.

## Taksonomia
Rodzaj ten wprowadzony został w 1869 roku przez Octaviusa Pickarda-Cambridge’a. W 2018 Robert Kallal i Gustavo Hormiga opublikowali wyniki molekularnej analizy filogenetycznej czaikowatych, według których rodzaj Metellina zajmuje pozycję siostrzaną względem rodzaju Zhinu, a powstały tak klad pozycję siostrzaną względem rodzaju Dolichognatha, podczas gdy rodzaj Meta zajmuje pozycję bazalną w podrodzinie.
Naukowa nazwa rodzaju pochodzi od połączenia dwóch greckich słów: δολιχος dolikhos „długi” oraz γναθος gnathos „szczęka, żuchwa”.
Do rodzaju tego należy 31 opisanych gatunków:

- Dolichognatha aethiopica Tullgren, 1910
- Dolichognatha albida (Simon, 1895)
- Dolichognatha baforti (Legendre, 1967)
- Dolichognatha comorensis (Schmidt & Krause, 1993)
- Dolichognatha cygnea (Simon, 1893)
- Dolichognatha deelemanae Smith, 2008
- Dolichognatha ducke Lise, 1993
- Dolichognatha erwini Brescovit & Cunha, 2001
- Dolichognatha incanescens (Simon, 1895)
- Dolichognatha junlitjri (Barrion-Dupo & Barrion, 2014)
- Dolichognatha kampa Brescovit & Cunha, 2001
- Dolichognatha kratochvili (Lessert, 1938)
- Dolichognatha lodiculafaciens (Hingston, 1932)
- Dolichognatha lonarensis Bodkhe & Manthen, 2015
- Dolichognatha longiceps (Thorell, 1895)
- Dolichognatha mandibularis (Thorell, 1894)
- Dolichognatha mapia Brescovit & Cunha, 2001
- Dolichognatha maturaca Lise, 1993
- Dolichognatha minuscula (Mello-Leitão, 1940)
- Dolichognatha nietneri O. Pickard-Cambridge, 1869
- Dolichognatha pentagona (Hentz, 1850)
- Dolichognatha petiti (Simon, 1884)
- Dolichognatha pinheiral Brescovit & Cunha, 2001
- Dolichognatha proserpina (Mello-Leitão, 1943)
- Dolichognatha quadrituberculata (Keyserling, 1883)
- Dolichognatha quinquemucronata (Simon, 1895)
- Dolichognatha raveni Smith, 2008
- Dolichognatha richardi (Marples, 1955)
- Dolichognatha spinosa (Petrunkevitch, 1939)
- Dolichognatha tigrina Simon, 1893
- Dolichognatha umbrophila Tanikawa, 1991